# HMS Hawkins (D86)
HMS Hawkins (D86) là một tàu tuần dương hạng nặng của Hải quân Hoàng gia Anh Quốc thuộc lớp Hawkins. Cùng với việc cải biến một trong các tàu chị em với nó, chiếc HMS Cavendish, thành tàu sân bay HMS Vindictive, Hawkins trở thành tên gọi cho lớp tàu của nó. Hawkins đã tham gia hoạt động trong Chiến tranh Thế giới thứ hai ở những vai trò thứ yếu cho đến khi đưa về lực lượng dự bị vào năm 1945 và tháo dỡ vào năm 1947.

## Thiết kế và chế tạo
Lớp Hawkins được Hải quân Anh thiết kế vào năm 1915 và được chế tạo trong khi Chiến tranh Thế giới thứ nhất đang diễn ra. Được trang bị dàn pháo chính 190 mm (7,5 inch), hệ thống động lực đốt hỗn hợp than và dầu có công suất 60.000 mã lực, cho phép đạt được tốc độ tối đa 55,6 km/h (30 knot).
Hawkins được chế tạo tại Xưởng đóng tàu Chatham và được hạ thủy vào ngày 1 tháng 10 năm 1917.

## Lịch sử hoạt động

### Giữa hai cuộc thế chiến
HMS Hawkins được đưa ra hoạt động vào ngày 25 tháng 7 năm 1919 và trở thành soái hạm của Hải đội Tuần dương Hạng nhẹ 5 tại China Station. Nó phục vụ trong vòng chưa đầy một thập niên trước khi được cho quay trở về xưởng đóng tàu Chatham để nâng cấp. Trong đợt tái trang bị này, các nồi hơi đốt than của nó được tháo dỡ và các nồi hơi đốt dầu còn lại được cải tiến. Nó hoạt động trở lại vào tháng 12 năm 1929, và trở thành soái hạm của Hải đội Tuần dương 2 trong thành phần Hạm đội Đại Tây Dương.
Hawkins được cho ngừng hoạt động vào tháng 5 năm 1930 và được đưa về Hạm đội Dự bị. Nó được cho hoạt động trở lại vào năm 1932 và trở thành soái hạm của Hải đội Tuần dương 4 tại khu vực Đông Ấn, rồi lại đưa trở về lực lượng dự bị vào tháng 4 năm 1935. Hiệp ước Hải quân London có điều khoản quy định cho đến năm 1937, Hawkins phải được giải giáp, tháo dỡ toàn bộ các khẩu pháo 190 mm (7,5 inch) cùng mọi ống phóng ngư lôi bố trí trên sàn tàu trước khi đưa nó về tình trạng dự bị. Đến tháng 9 năm 1938, Hải quân Anh có kế hoạch sử dụng Hawkins như một tàu huấn luyện dành cho học viên mới.

### Chiến tranh Thế giới thứ hai

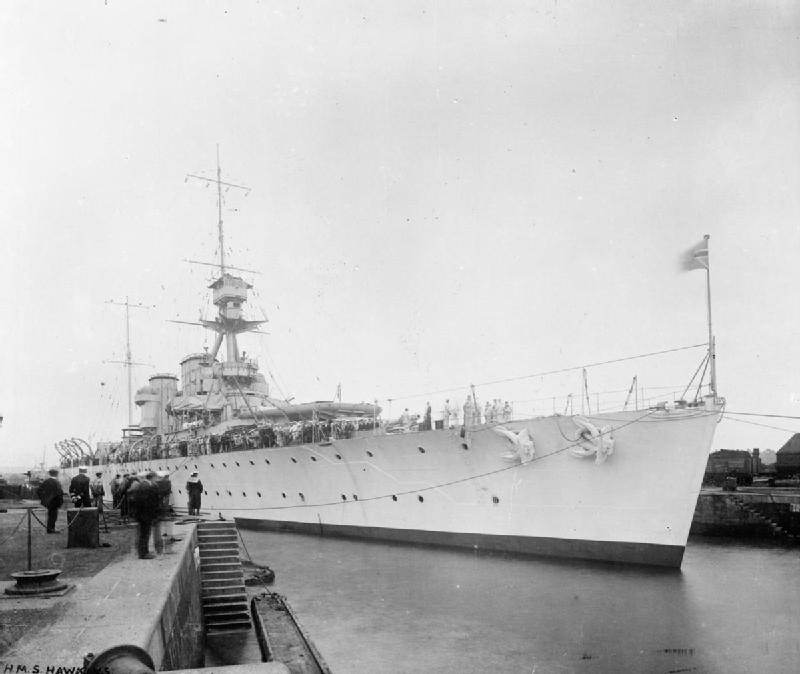
HMS Hawkins cặp trong bến tàu, khoảng giữa hai cuộc thế chiến

Khi Chiến tranh Thế giới thứ hai nổ ra vào năm 1939, Hawkins được tái vũ trang và được đưa vào hoạt động như là soái hạm của Chuẩn Đô đốc Henry Harwood sau trận River Plate. Nó tuần tra dọc theo bờ biển Nam Mỹ, hoạt động sâu về phía Nam đến tận quần đảo Falklands. Nó rời Montevideo vào ngày 5 tháng 9 năm 1940 hướng đến Simonstown thuộc Nam Phi cho một đợt tái trang bị. Tuy nhiên, trước khi nó được sử dụng ụ tàu nổi, nơi đây đã bị chiếm chỗ bởi chiếc tàu sân bay HMS Hermes, vốn đang cần được sửa chữa sau một tai nạn va chạm với một tàu buôn. Hawkins được cho chuyển hướng đến Durban nơi nó trải qua bảy tuần lễ chờ đợi trước khi có thể vào ụ tàu nổi Selborne tại Simonstown. Hawkins cũng đã tham gia vào việc cứu vớt chín thành viên thủy thủ đoàn của chiếc tàu chở dầu SS British Premier, vốn bị tàu ngầm Đức U-65 phóng ngư lôi đánh chìm ngoài khơi Freetown.
Trong tháng 2 năm 1941, Hawkins hoạt động tích cực ngoài khơi bờ biển phía Đông châu Phi, hỗ trợ cho việc tái chiếm Somaliland thuộc Anh và tiến quân vào Somalia thuộc Ý từ Kenya như một phần của Lực lượng T thuộc Hạm đội Đông Ấn. Nó cũng chiếm giữ một số tàu buôn Ý và Đức tìm các thoát khỏi sự sụp đổ của lãnh thổ thuộc Ý trước đây, trong số những chiếc bị chiếm giữ có chiếc SS Savoia. Nó sau đó hoạt động hộ tống các đoàn tàu vận tải và ngăn chặn các tàu bè Pháp Vichy và trung lập. Trong khi ở ngoài khơi vùng biển Mauritius, trục chân vịt phía ngoài bên mạn phải bị vỡ và nó bị mất cả trục lẫn chân vịt. Nó trải qua giai đoạn từ ngày 10 đến ngày 28 tháng 10 trong ụ tàu tại Selborne trước khi khởi hành vào ngày 2 tháng 11 để tái trang bị và sửa chữa tại Anh Quốc.
Việc sửa chữa hoàn tất vào tháng 5 năm 1942 và Hawkins lên đường gia nhập Hạm đội Viễn Đông, một lần nữa hộ tống tàu bè chung quanh bờ biển châu Phi, trừ những lúc vào ụ tàu để sửa chữa và tái trang bị. Một trong những con tàu mà nó từng hộ tống là chiếc SS Khedive Ismail, sau đó bị trúng ngư lôi từ tàu ngầm Nhật và bị đắm với tổn thất nhân mạng lớn lao. Trong tháng 6 năm 1944 nó quay trở về vùng biển Anh Quốc, tham gia Chiến dịch Neptune trong thành phần của Lực lượng Đặc nhiệm Phương Tây hỗ trợ bắn pháo lên bãi Utah trong cuộc Đổ bộ Normandy. Trước đó, nó đã tham gia cuộc Tập trận Tiger, một nỗ lực tai hại để diễn tập cho cuộc đổ bộ. Đến tháng 8, một lần nữa nó đảm trách vai trò tàu huấn luyện.

### Sau chiến tranh
Vào năm 1945, Hawkins được đưa về lực lượng dự bị lần cuối cùng. Tháng 1 năm 1947, nó được chỉ định là một tàu mục tiêu thử nghiệm, và bị những chiếc máy bay ném bom Avro Lincoln của Không quân Hoàng gia Anh thực tập ném bom ngoài khơi Spithead. Nó được bán để tháo dỡ vào ngày 21 tháng 8 năm 1947, và bị tháo dỡ vào tháng 12 năm đó tại xưởng tàu của Arnott Young ở Dalmuir.